# Голубой берет

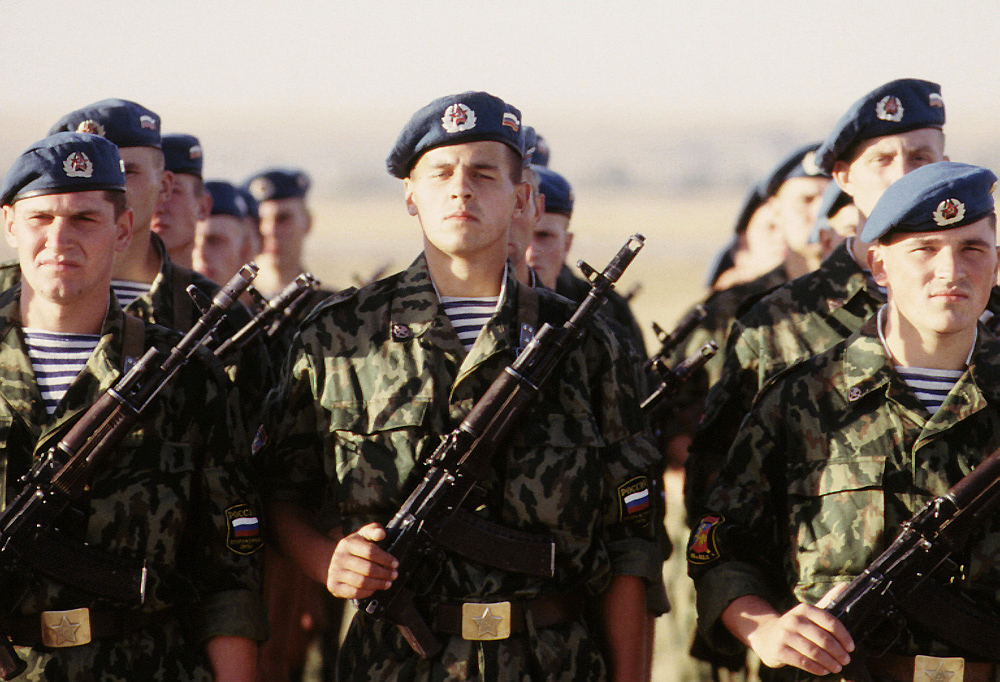
Десантники 106-й гвардейской воздушно-десантной дивизии.

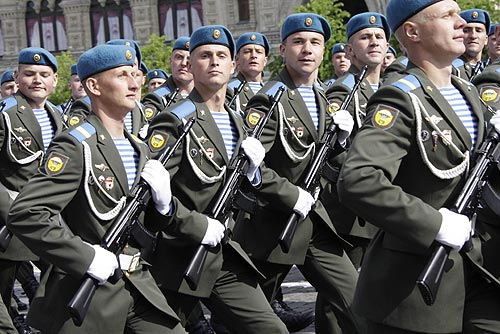
Военнослужащие ВДВ ВС России, в парадной форме нового образца, 2008 год.

Сводное формирование ВДВ ВС СССР, парад 7 ноября 1967 года, появление малинового берета в ВДВ.

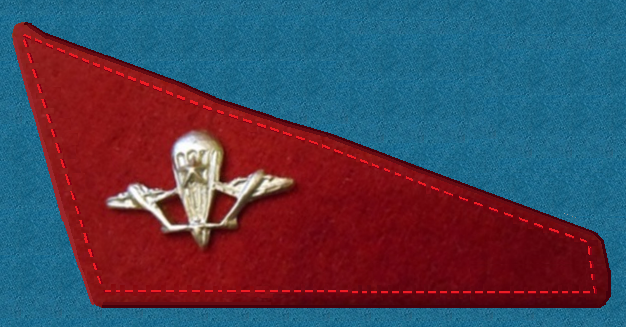
Флажок на берет ВДВ ВС СССР, 1988 год.

Голубой берет — головной убор, берет голубого цвета, являющийся элементом военной формы одежды, форменный головной убор военнослужащих войск (сил) вооружённых сил разных государств.
Его носят военнослужащие в войсках (силах): Организации объединённых наций (ООН), Воздушно-десантные войска России (ВДВ), военнослужащие подразделений специального назначения военной разведки Вооруженных Сил России, военнослужащие ВВС ВКС, Казахстана и Узбекистана, части специального назначения Киргизии, силы специальных операций Республики Беларусь, воздушно-десантные части Болгарии, внутренние войска Азербайджана, артиллерийские части Израиля. Со времён Советского Союза голубой берет является также форменным головным убором подразделений и частей специального назначения Российской Федерации (СпН), десантно-штурмовых частей, Воздушно-десантных войск, Сил специальных операций. Так же голубой берет введен как атрибут миротворческих сил — 15 ОМСБР[неизвестный термин]. Так же по приказу президента голубые береты могут носить военнослужащие ВВС.

## История введения в России

### Бордовый (англ. maroon)  берет
Бордовый берет (maroon) — традиционный цвет берета воздушно-десантных войск в войсках многих стран (Великобритания, США, Германия, Италия, Франция, Украина).
Своим появлением у советских десантников бордовый берет обязан художнику А. Б. Жуку. 30 июня 1967 года командующий ВДВ генерал-полковник Василий Филиппович Маргелов утвердил его рисунки новой формы одежды для десантников, в том числе и два берета. При повседневном обмундировании предполагалось ношение берета защитного цвета с красной звездой. Однако этот берет так и остался на бумаге. На рисунке десантника в малиновом берете Маргелов поставил резолюцию: «Оставить для парадов в Москве». С правой стороны берета располагался голубой флажок с эмблемой ВДВ, а спереди — звезда в венке из колосьев. У офицеров на берете носилась кокарда с эмблемой образца 1955 года и летная эмблема (звезда с крыльями). Бордовые береты стали поступать на снабжение в войска в августе-сентябре 1967 года. На военном параде 7 ноября 1967 года впервые по Красной площади прошли парашютно-десантные подразделения в новой форме и бордовых беретах. Несколько позже бордовые береты были заменены на голубые.

### Голубой берет
Генерал Иван Иванович Лисов, ветеран Воздушно-десантных войск, внёс предложение изменить головной убор, ввести голубой берет. Инициатива нашла у В. Ф. Маргелова горячее одобрение, так как первые опыты показали, что солдатам берет был по душе.
В малиновом берете входили в Чехословакию в августе 1968 года военнослужащие 317-го гвардейского парашютно-десантного полка 103-й гвардейской воздушно-десантной дивизии. Вопреки распространённому мнению военнослужащие 7-й гвардейской воздушно-десантной дивизии, также входившие в ЧССР, на самом деле не были в беретах голубого цвета, а, как и все советские десантники, носили малиновые береты.
Однако существует версия, что голубые береты появились в ВДВ СССР как маскировка под войска  ООН, в ходе вторжения стран Варшавского договора в Чехословакию.
26 июля 1968 года приказом министра обороны СССР № 191 были введены новые правила ношения военной формы одежды. В них впервые «официально» появился берет голубого цвета (до этого приказов о введении беретов для ВДВ не было). Спереди на беретах для солдат и сержантов прикреплялась звезда в венке, а для офицеров — кокарда ВВС. Красный флажок с эмблемой ВДВ на рисунке отсутствовал, но, несмотря на это, носился на левой стороне беретов военнослужащими гвардейских частей, а на парадах в Москве перемещался на правую сторону. Идея ношения флажков также принадлежала В. Ф. Маргелову. В отличие от флажка голубого цвета на малиновом берете, размеры которого были указаны в технических условиях на изготовление, красные флажки изготавливались в каждой части самостоятельно и не имели единого образца. 4 марта 1989 года в новых правилах ношения формы одежды было закреплено ношение флажка на беретах всеми военнослужащими воздушно-десантных войск, десантно-штурмовых частей и частей специального назначения.

### «Гвардейский уголок»

Самодельный околыш к голубому берету, сделанный военнослужащим 106 гв. вдд.

Флажки на берет изготавливались военнослужащими из рондоля или латуни. Практически каждый военнослужащий придумывал что-то оригинальное: были различные варианты как с кистями на флаге, так и с дополнительными элементами — древком, навершием, кистьми, развевающимися в разных вариациях. Также на фоне древка вырезались буквы «ВДВ» или звезда. Звезда могла быть также из красного оргстекла.
Уставные флажки появились на беретах в 1988 — 1989 годах, причём нашивались уже в фабричных условиях. 
Согласно опросу, проведённому сайтом «Десантура.ру», у разных поколений десантников, а также у служивших в одно и то же время, но в разных родах войск (ВДВ, десантно-штурмовые части и разведывательно-десантные роты орб Сухопутных войск), околыш берета существенно различался — трёх- и четырёхугольный матерчатый и металлический флажок, а местами и вовсе не носился как установленный геральдический элемент.
Знак с изображением Государственного герба Российской Федерации впервые появился в апреле 1995 года и был продемонстрирован на военном параде 9 мая. Соответствующее изменение в форму одежды ВДВ было внесено постфактум, Решением начальника Центрального вещевого управления (ЦВУ) Минобороны России от 31 июля 1995 г..

## Голубой берет ООН

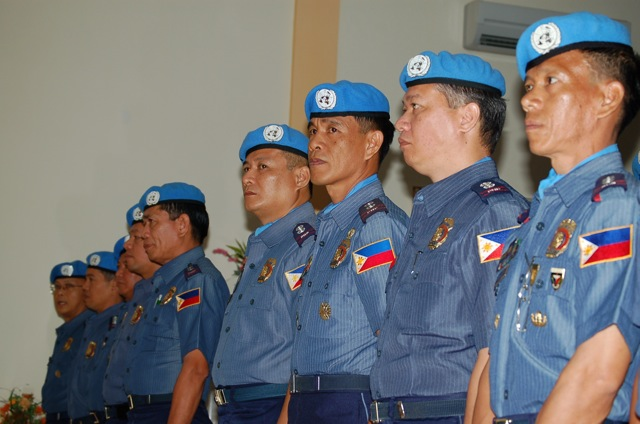
Голубые береты ООН, военнослужащие из Филиппин.

В ходе Арабо-израильской войны, с июня 1948 года, когда началась первая миротворческая операция ООН на Ближнем Востоке, офицеров-миротворцев ООН, действовавших в качестве посредников, можно было определить лишь по нарукавным повязкам с надписью «United Nations» и нарукавным нашивкам с эмблемой ООН, которые в условиях пустынной местности были малозаметны. Их можно было легко перепутать с нарукавными нашивками, которые имелись у военнослужащих Великобритании, Франции и Израиля.
В этот ответственный момент Генеральный секретарь ООН Даг Хаммаршельд сумел найти выход из положения. Было принято решение выдавать миротворцам ООН береты и каски голубого цвета, которые были бы хорошо заметны издалека. При этом на каске белой краской наносились две английские буквы «UN» (англ. сокращение «ООН»), а на голубые береты, а также и кепи голубого цвета прикреплялась эмблема Организации Объединенных Наций, сделанная из цветного металла. Сикхи в составе войск ООН носят голубые чалмы.